# Ryszard Dziopak
Ryszard Dziopak (ur. 22 lipca 1929 w Rzeszowie, zm. 3 lipca 1999 w Bielsku-Białej) – polski przemysłowiec i ekonomista, poseł na Sejm PRL VI, VII i VIII kadencji.

## Życiorys
Uzyskał tytuł magistra ekonomii, studiował na Wyższej Szkole Ekonomicznej we Wrocławiu i Wyższej Szkole Ekonomicznej w Katowicach. W marcu 1953 został zastępcą prezesa w Powiatowej Spółdzielni Wielobranżowej. Od 1955 pracował jako kierownik działu inwestycji. W tym samym roku wstąpił do Polskiej Zjednoczonej Partii Robotniczej (był członkiem jej Komitetu Wojewódzkiego i Wojewódzkiej Komisji Rewizyjnej). Został wkrótce głównym księgowym w Bielskiej Fabryce Maszyn Elektrycznych, w 1960 dyrektorem Wytwórni Sprzętu Mechanicznego w Bielsku, a w 1972 dyrektorem Fabryki Samochodów Małolitrażowych w Bielsku-Białej. Kierując zakładem, doprowadził do wzrostu produkcji i poprawy warunków pracy.
Przychylnie nastawiony do działalności „Solidarności”, pozwolił jej działaczom na korzystanie z drukarni FSM. Dyrektorem FSM pozostał do 1980.
W 1972, 1976 i 1980 uzyskiwał mandat posła na Sejm PRL VI, VII i VIII kadencji z okręgu Bielsko-Biała. Przez trzy kadencje zasiadał w Komisji Handlu Zagranicznego, ponadto w VI kadencji w Komisji Przemysłu Ciężkiego i Maszynowego, a w VII i VIII w Komisji Przemysłu Ciężkiego, Maszynowego i Hutnictwa. Zrezygnował z mandatu 30 lipca 1981. W 1991 bezskutecznie kandydował do Senatu z ramienia Sojuszu Lewicy Demokratycznej w okręgu bielskim.
Pochowany na cmentarzu komunalnym w Bielsku-Białej.
31 stycznia 2017 Rada Miejska w Bielsku-Białej podjęła uchwałę w sprawie nadania nazwy Ryszarda Dziopaka rondu w Bielsku-Białej. Wojewoda śląski, rozstrzygnięciem nadzorczym, stwierdził w całości jej nieważność jako sprzecznej z art. 1 ust. 1 Ustawy z dnia 1 kwietnia 2016 r. o zakazie propagowania komunizmu lub innego ustroju totalitarnego przez nazwy budowli, obiektów i urządzeń użyteczności publicznej. Miasto złożyło skargę na tę decyzję, jednak została oddalona przez Wojewódzki Sąd Administracyjny w Gliwicach. W 2018 Naczelny Sąd Administracyjny uznał rację bielskiej gminy w sprawie nadania imienia Ryszarda Dziopaka skrzyżowaniu ulic Komorowickiej, Bestwińskiej, Barkowskiej i Daszyńskiego w Bielsku-Białej.

## Odznaczenia
- Krzyż Kawalerski Orderu Odrodzenia Polski
- Srebrny Krzyż Zasługi
- Brązowy Krzyż Zasługi
- Medal „Za zasługi dla obronności kraju”